# Angostura de Paine

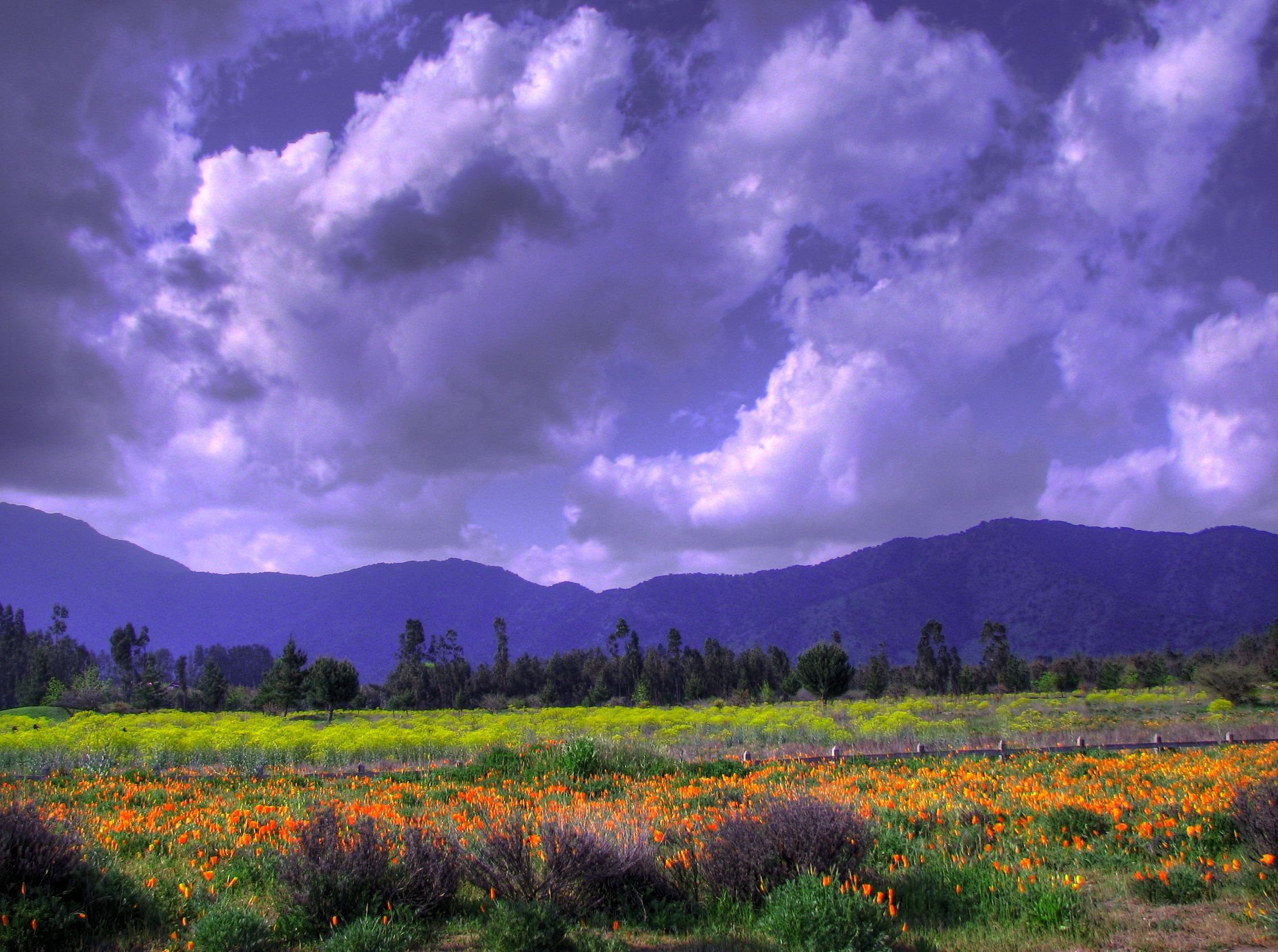
Paisaje de Angostura de Paine.

La Angostura de Paine, conocida simplemente como Angostura, es una localidad chilena ubicada en el límite de la Región Metropolitana de Santiago y la Región de O'Higgins, entre las comunas de Paine por el Norte y Mostazal por el Sur.

## Geografía
Geográficamente, Angostura es un lugar significativo ya que es un paso estrecho entre cordones montañosos pertenecientes a la Cordillera de Los Andes, por el Este, y la Cordillera de la Costa por el Oeste, que en este punto se acercan considerablemente. Esta situación es muy distinta a lo que sucede desde Pelequén (donde también hay una angostura) hacia el Sur, donde la unidad geográfica conocida como Depresión Intermedia adquiere el nombre de Valle Central, que se caracteriza por planicies amplias entre las dos cordilleras. 
La Angostura de Paine divide la cuenca de Santiago, donde se ubica la capital del país, el Gran Santiago, de la cuenca de Rancagua, donde se ubica la ciudad de Rancagua, capital de la Región de O'Higgins.
Por la localidad corre el río Angostura.

## Historia
El origen del nombre de la localidad se compone por dos términos; Angostura, por ser un paso estrecho entre cordones montañosos, y "de Paine", el que adquirió por el poblado de Paine, que en el tiempo de la Colonia se convirtió en una gran hacienda, que tuvo como propietaria a comienzos del siglo XIX a Paula Jaraquemada. La extensión de esta hacienda llegaba hasta Angostura, quedando ésta bautizada con el complemento "de Paine".
En 1814, José Miguel Carrera propuso establecer la defensa patriota en la Angostura de Paine, con el fin de cuidar la entrada a Santiago del bando realista por el Sur, que ese mismo año ganaría la batalla disputada en Rancagua. La medida fue desestimada por Bernardo O'Higgins, ya que éstos no eran los únicos caminos desde Rancagua a Santiago, debido a que existían los pasos de Chada y Aculeo. De seguir la idea de Carrera, los patriotas pudieron ser atacados por dos frentes.

El sitio de la Angostura, en efecto, presentaba grandes ventajas para la resistencia; pero don José Miguel olvidaba que podía verse colocado entre dos fuegos, sin poder evitar su derrota, si el enemigo tenía la precaución de flanquear sus posiciones, haciendo desfilar sus infantes por las serranías inmediatas; y era preciso que los jefes realistas fuesen muy torpes para que no aprovechasen esta circunstancia.
Diego Barros Arana, Historia general de la Independencia.

Durante su paso por Chile, la escritora inglesa Maria Graham pasó por la Angostura de Paine en 1822, relato que plasmó en su libro Diario de mi residencia en Chile en 1822, de 1824.

Llegamos por fin a un pésimo y fangoso camino a orillas del estero de Paine, que desciende rápidamente de un contrafuerte de la cordillera que avanza aquí casi hasta el cerro de Pangue y forma el estrecho paso o Angostura de Paine, comúnmente llamado la Angostura, por el cual va el camino de Rancagua. Desde Paine, donde hay una casa de postas, el camino sigue entre dos filas de magníficos árboles, principalmente maitenes; y casas de campo y hermosas plantaciones, reemplazan la extensa y desolada llanura que acabamos de pasar.
Mary Graham, 9 de septiembre de 1822.

## Transportes

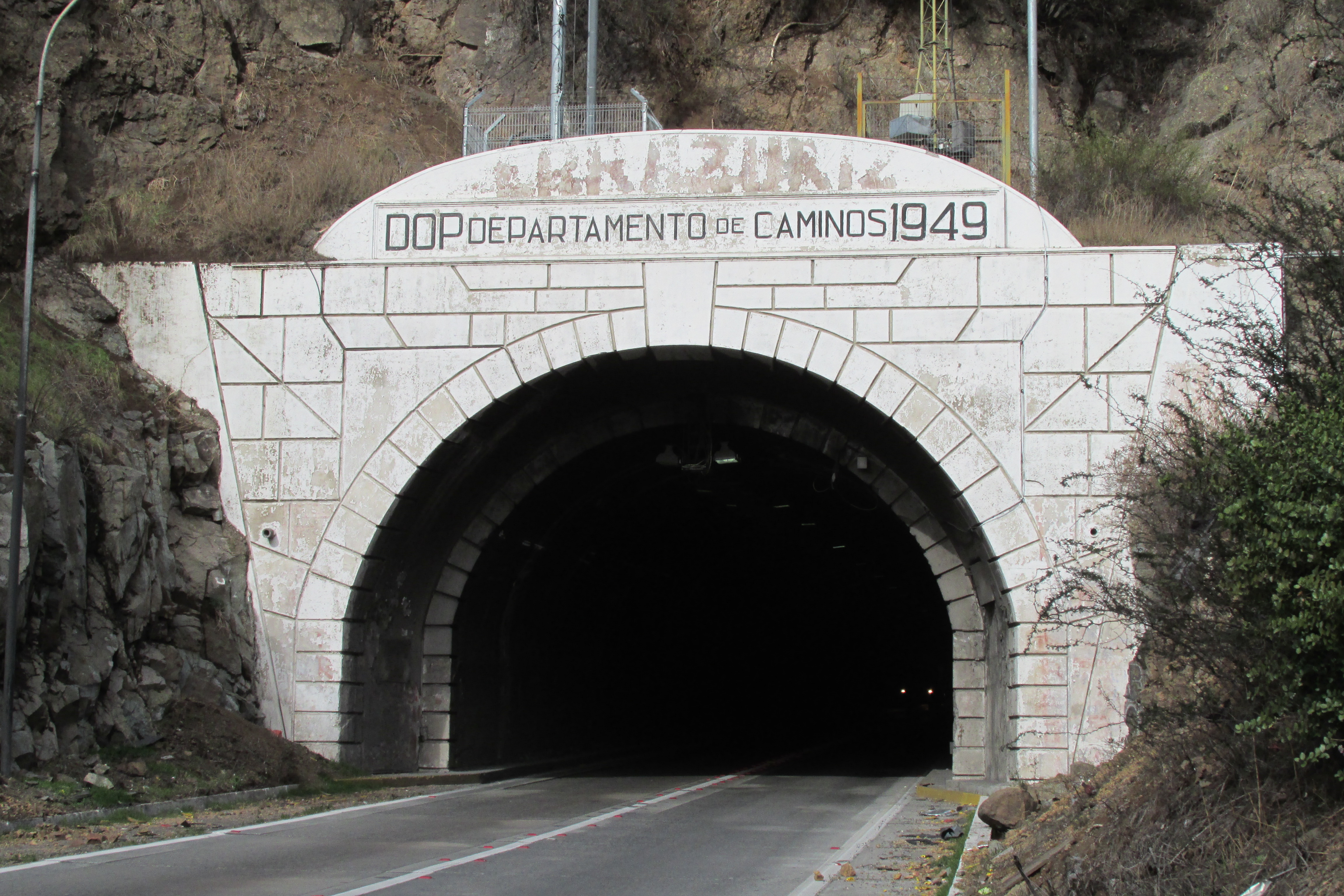
Túnel Angostura, construido en 1949.

Por la Angostura de Paine pasa la ruta 5 Panamericana, concesionada a la empresa Ruta del Maipo. La ruta se dividía en este punto en dos vías, la que iba en dirección Norte-Sur bordeando el río Angostura, mientras que la que iba en dirección Sur-Norte pasaba por un túnel de 347 metros bajo uno de los cerros del cordón que viene desde la Cordillera de Los Andes. Hoy en día la autopista en ambos sentidos bordea el río y como alternativa se puede usar el túnel en dirección al norte. Este túnel recibe el nombre de Túnel Angostura, fue inaugurado el 17 de septiembre de 1949 y se ubica en el kilómetro 55,2 de la carretera bajo el cerro Challay. Donde se juntaban ambas calzadas (km 57 de la autopista) existió la plaza de peaje troncal también llamada Angostura, inaugurada el 9 de diciembre de 1963. Esta plaza de peaje fue trasladada al sector correspondiente a Águila Sur, tres kilómetros más al norte.

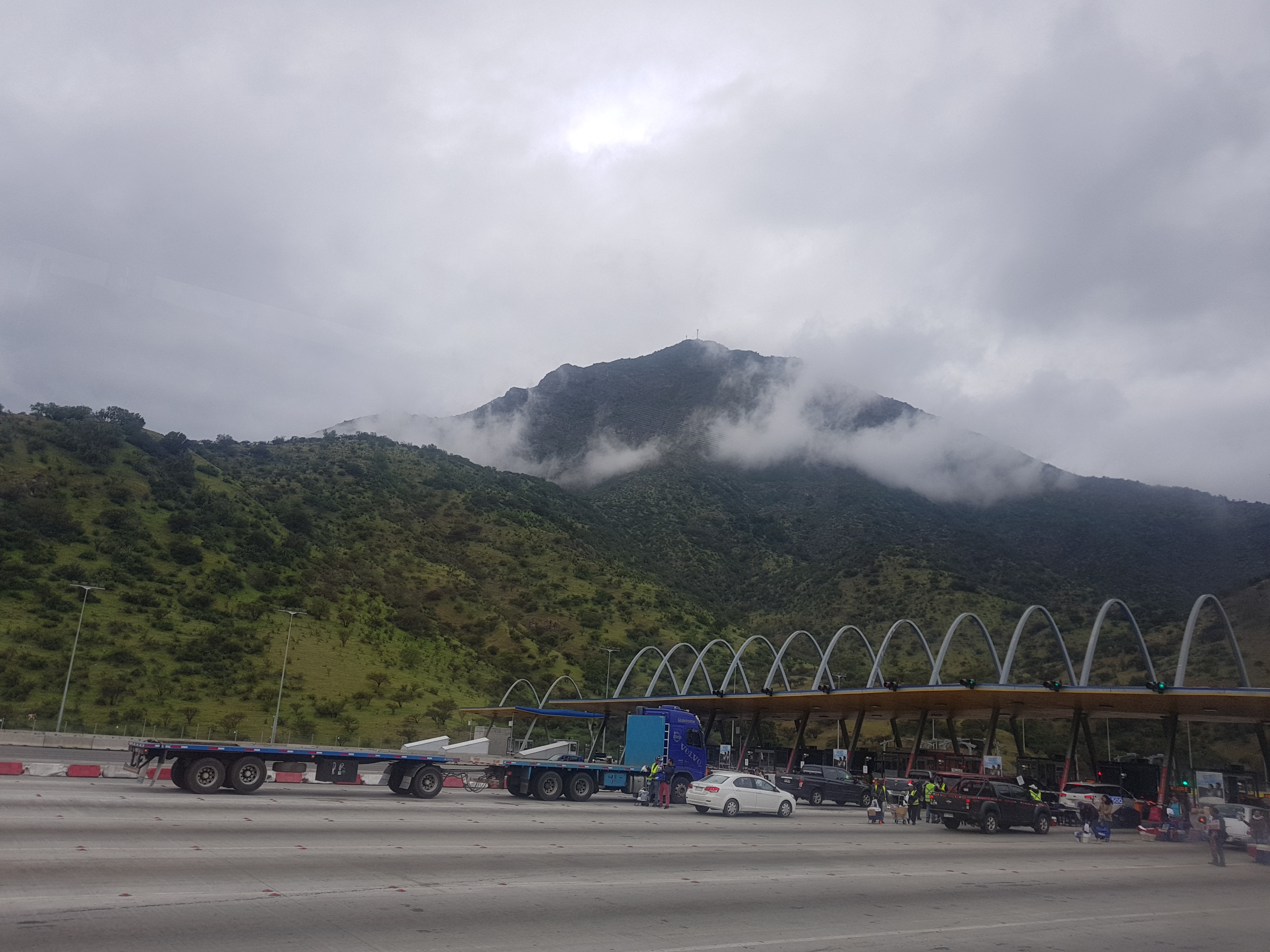
Cerro Angostura, con el peaje en primer plano

La vía férrea también pasa por Angostura de Paine, conectando las estaciones Hospital con San Francisco del Metrotrén. En un momento, existió la estación Angostura en la zona.

## Atractivos turísticos
Algunos de los puntos de interés en la localidad son el Monticello Grand Casino, construido en 2008, y el Country Club Angostura.
Reserva Natural Altos de Cantillana. Dentro del valle Aculeo, luego de Champa, se llega a la Reserva Natural Privada Altos de Cantillana, la cual alberga la biodiversidad típica de la zona. En el kilómetro 20 del camino Champa - Aculeo está su entrada y un museo en el cual se inscriben y cancelan los visitantes.